# فعل کمکی وجهی در زبان انگلیسی
او می‌تواند شطرنج بازی کند.
She  cans play chess

مسعود ممکن است سر وقت به آنجا برسد
Masoud  mightn't get there in time

فعل‌های کمکی وجهی، فعل‌هایی هستند که نسبت به فعل‌های کمکی اصلی، کارکردی بی‌قاعده و نامنظم دارند. این گروه از فعل‌ها «s سوم شخص مفرد» نمی‌گیرند (A) و برای منفی شدن، بدون نیاز به do و does کافی است با پسوند not جمع شوند. (B) بسیاری از آن‌ها حالت گذشته و آینده ندارند  (C) و با جابه‌جایی با فاعل حالت پرسشی به وجود می‌آورند.  (D) فعل‌های وجهی قبل از مصدر بدون to (فعل اصلی) در جمله خبری جای می‌گیرند و بدون فعل اصلی کارکردی ندارند. (E) دو فعل وجهی را هرگز با یکدیگر پیش از یک فعل اصلی به کار نمی‌برند.  (F)
این دسته از فعل‌ها با دیگر فعل‌هایی که با آن‌ها متفاوت هستند (فعل‌های اصلی) همراه شده و برای بیان توانایی‌ها، اجبارها، ممکن‌ها، غیرممکن‌ها، مجوزها، تقاضاها، پیشنهادها، توصیه‌ها، تعارف‌ها، پندها، پیش‌بینی‌ها، الزامات، حدس‌ها، احتمالات و نظایر آن استفاده می‌شوند. فعل‌های وجهی با توجه به صرف فعل و در زمان‌های مختلف دستور زبانی، املایی ثابت دارند و تغییرناپذیر هستند. این فعل‌ها وجوه وصفی حال و گذشته ندارند و فاقد مصدر هستند. فعل‌های کمکی وجهی بر خلاف فعل‌های کمکی اصلی برای سؤالی شدن نیازی به do و does ندارند.
فعل‌های وجهی به شکل تک واژه هستند و فقط یک شکل دارند. آن‌ها بر وضع، حالت، روش یا سبکی از عملکرد یک فعل اصلی دلالت می‌کنند. آن‌ها اطلاعاتی دربارهٔ فعل اصلی که با آن همراه می‌شوند، ارائه می‌دهند. کارکردها و کاربردهای بسیار متنوع ارتباطی از دیگر خصوصیات این دسته از فعل‌ها می‌باشد.

## کاربردها

### پیش‌گویی و پیش‌بینی
به وسیله فعل‌های وجهی کمکی می‌توانیم میزان اطمینان و احساس مان را به آینده بیان کنیم.
در زبان انگلیسی برای بیان پیش‌گویی و پیش‌بینی از فعل‌های وجهی shall ,would ,will و فعل عبارتی وجهی be going to استفاده می‌شود.
be going to ,shall ,would, will
از will برای پیش‌گویی‌ها و پیش‌بینی‌ها  (۱) و بیان رخدادهای محتمل  (۲) استفاده می‌شود. در مقایسه will و would می‌توان گفت will برای موقعیت‌های قابل پیش‌گویی  (۳) و would برای موقعیت‌های فرضی و گمانی  (۴) استفاده می‌شود.
| ردیف | مثال                                          | برگردان فارسی                              | توضیحات                                             |
| ---- | --------------------------------------------- | ------------------------------------------ | --------------------------------------------------- |
| ۱    | I won't finish this before Friday             | گمون نکنم قبل از جمعه تمومش کنم            | won't حالت منفی will است.                           |
| ۲    | Don't call them now. They 'll be sleeping     | الان بهشون زنگ نزن، احتمالاً خواب هستن      | ll' مخفف will است.                                  |
| ۳    | He 'll look better without that scruffy beard | بدون اون ریشای در هم ریخته قیافش بهتر میشه | گوینده تصور آن را دارد که ممکن است او ریشش را بزند  |
| ۴    | He 'd look better without that scruffy beard  | بدون اون ریشای در هم ریخته قیافش بهتر میشه | گوینده بر این باور نیست که ممکن است او ریشش را بزند |

همچنین از will و ساختار کامل برای پیش‌بینی یک عمل که قبل از یک رویداد دیگر در آینده اتفاق داده‌است استفاده می‌کنیم.  (۵) از would و ساختار کامل نیز برای پیش‌بینی یک عمل یا موقعیت تخیلی انجام شده در زمان گذشته استفاده می‌شود. (۶) از will برای پیش‌بینی‌هایی که بر پایه تجارب گذشته هستند، استفاده می‌شود.  (۷) ما می‌توانیم از will برای بیان اطلاعات و دانسته‌های شخصی نیز استفاده کنیم.  (۸) از فعل وجهی عبارتی be going to به منظور بیان پیش‌بینی‌ها بر پایه چیزی که در زمان حال احساس یا فرض می‌شود، استفاده می‌شود.  (۹)
باید بر این نکته توجه کرد که از will هنگامی برای پیش‌بینی استفاده می‌شود که ما مدارک و نشانه‌ای از آینده نداریم اما هنگام استفاده از be going to علائمی از آینده برای پیش‌بینی در دست است.
| ردیف | مثال                                                                 | برگردان فارسی                                                                                               | توضیحات                                                            |
| ---- | -------------------------------------------------------------------- | --- | ------------------------------------------------------------------ |
| ۵    | It's no good phoning at midnight. Everyone will have gone to bed     | خوب نیست نصف شب زنگ زد. ممکنه خوابیده باشن                                                                  | پیش‌بینی عمل خوابیدن که ممکن است پیش از تلفن زدن رخ داده باشد       |
| ۶    | Life in the Middle Ages was harsh and cruel. You would have hated it | زندگی در قرون وسطی ناخوشایند و رنج‌آور بود. دروانی که (اگر شما در آن زمان زندگی می‌کردید) از آن بیزار می‌بودید | پیش‌بینی متنفر بودن از زندگی در قرون وسطایی (اگر در آن دوران بودید) |
| ۷    | There will be delays because of bad weather                          | به دلایل آب و هوای نامساعد، با تأخیر مواجه خواهیم بود                                                       | تجربه وجود نسبت تأخیر و آب و هوای بد                               |
| ۸    | Too much coffee will give you a headache                             | نوشیدن قهوه زیاد موجب سر درد می‌شود                                                                          | تجربه شخصی نتیجه سردرد ناشی از مصرف زیاد قهوه                      |
| ۹    | Oh, no, I think it 's going to rain                                  | اوه نه، فکر کنم میخاد بارون بیاد                                                                            | احساس بارانی و ابری بودن آب و هوا                                  |

همچنین از be going to برای تصمیماتی که به تازگی گرفته شده‌اند  (۱۰) یا برای اتفاقات و کارهایی که در شرف روی دادن هستند، استفاده می‌شود.  (۱۱) برای برنامه‌ها و اهدافی که در زمان گذشته طراحی شده‌اند نیز عبارت was/were going to مناسب است.  (۱۲)
| ردیف | مثال                                                   | برگردان فارسی                               | توضیحات                                   |
| ---- | ------------------------------------------------------ | ------------------------------------------- | ----------------------------------------- |
| ۱۰   | We 're going to spend Chrismas at home                 | ما می‌خواهیم تعطیلات کریسمس را در خانه باشیم | تصمیم که به تازگی اتخاذ شده‌است.           |
| ۱۱   | Close your eyes. I 'm going to give you a big surprise | چشمات رو ببند می‌خوام سورپرایزت کنم          | عمل سورپرایز که در شرف روی دادن است.      |
| ۱۲   | I was going to do law, but changed my mind             | می‌خواستم حقوق بخونم ولی تصمیمم عوض شد       | برنامه‌ریزی تحصیلات در زمینه حقوق در گذشته |

در ساختاری پرسشی از shall به همراه ضمیرهای I و We (ضمیرهای اول شخص) به منظور پیشنهاد کردن، تعارف کردن و توصیه کردن  (۱۳) (۱۴) یا پیشنهاد گرفتن یا راهنمایی خواستن (۱۵) و همچنین از shall و will برای بیان اراده نیز استفاده می‌شود.  (۱۶)
| ردیف | مثال                                                     | برگردان فارسی                          | توضیحات                 |
| ---- | -------------------------------------------------------- | -------------------------------------- | ----------------------- |
| ۱۳   | Shall I close the door                                   | درب رو ببندم؟                          | با حالت تعارف و پیشنهاد |
| ۱۴   | Let's try again, shall we                                | بیا یه بار دیگه سعی کنیم. باشه؟        | با حالت توصیه و پیشنهاد |
| ۱۵   | Where shall we go for lunch today                        | پیشنهاد شما برای نهار کجاست امروز؟     | راهنمایی خواستن         |
| ۱۶   | We lost the battle, but we! shall(or will) never give up | جنگ و باختیم ولی هرگز تسلیم نخواهیم شد | بیان اراده              |

در زبان انگلیسی برای بیان اندازهٔ درجه اطمینان گوینده برای پیش‌بینی می‌توان از قیدهایی نظیر definitely ,possibly ,likely ,certainly ,probably استفاده کرد. از فعل کمکی وجهی might نیز برای پیش‌بینی استفاده می‌گردد.
| مثال                                             | برگردان فارسی                          | میزان احتمال و شانس بارندگی |
| ------------------------------------------------ | -------------------------------------- | --------------------------- |
| It'll definitely rain                            | به‌طور قطع باران خواهد بارید            | ۱۰۰٪                        |
| It'll almost certainly rain                      | احتمال قریب به یقین باران خواهد بارید  | ۹۰٪ تا ۹۹٪                  |
| It'll probably rain / It's likely to rain        | شاید باران بیاید                       | ۸۰٪ تا ۹۵٪                  |
| It'll possibly rain / It might rain              | احتمال دارد باران بیاید                | ۵۰٪ تا ۸۰٪                  |
| It might not rain                                | گمان نکنم باران ببارد                  | ۲۰٪ تا ۵۰٪                  |
| It probably won't rain / It isn't likely to rain | احتمالاً باران نمی‌بارد                  | ۵٪ تا ۲۰٪                   |
| It almost certainly won't rain                   | احتمال قریب به یقین باران نخواهد بارید | ۱٪ تا ۵٪                    |
| It definitely won't rain                         | به‌طور قطع باران نخواهد بارید           | ۰٪                          |

## نقل قول
could ,might و Would ممکن است در برخی کاربردها مثل نقل قول غیر مستقیم، پس از فعل گذشته ساده قرار گیرند.

## مخفف
would ,will و shall معمولاً به صورت مخفف استفاده می‌شوند مگر این که حالت تأکیدی داشته باشند.

## با حرف اضافه
یکی از فعل‌های وجهی در زبان انگلیسی ought است که همواره با حرف اضافه to همراه است.

## فعل‌های وجهی عبارتی
فعل‌های وجهی عبارتی، گروهی از عبارت‌های فعلی هستند که همانند فعل‌های وجهی عمل می‌کنند. فعل‌های وجهی عبارتی، ترکیبی از فعل‌های کمکی اصلی (مثل be, have, do) به همراه وندها هستند. ابتدای فعل‌های وجهی عبارتی، فعل‌های کمکی اصلی قرار می‌گیرند. فعل‌های وجهی عبارتی در پنج ساختار مورد استفاده قرار می‌گیرند:
- فعل وجهی
- فعل عبارتی وجهی
- فعل اصلی
- have (علامت ساختار کامل)

| کاربرد                 | مثال                                            | ترجمه                                              |
| ---------------------- | ----------------------------------------------- | -------------------------------------------------- |
| پس از یک فعل وجهی      | They may be going to increase tuition next year | آن‌ها ممکن است شهریه را در سال آینده افزایش دهند.   |
| نقش یک مصدر            | I hope to be allowed to stay                    | امیدوارم به من اجازه بدهند تا بمانم.               |
| نقش یک ساختار ingدار   | I hate haveing to repaet everything             | از این که مجبورم هرچیزی رو مدام تکرار کنم، بیزارم. |
| نقش یک ساختار کامل     | They haven't been allowed to leave the building | آن‌ها مجاز نبوده‌اند از ساختمان بیرون روند.          |
| نقش یک ساختار استمراری | She is having to pay extra                      | او باید بیشتر بپردازد.                             |

دو فعل وجهی عبارتی را می‌توان در کنار یکدیگر به کار برد. (X)

## فعل‌های وجهی مرکب
فعل‌های وجهی مرکب به آن دسته از فعل‌های وجهی گفته می‌شود که ممکن است ساختار کامل، استمراری، کامل-استمراری و مجهول داشته باشند.
| ساختار فعل وجهی مرکب | فرمول                           | مثال                                                         | برگردان فارسی                                                 |
| -------------------- | ------------------------------- | ------------------------------------------------------------ | ------------------------------------------------------------- |
| کامل                 | قسمت سوم فعل+have+فعل وجهی      | He shouldn't have done that                                  | او نمی‌بایست این کار را انجام می‌داد                            |
| استمراری             | وجه وصفی حال+be+فعل وجهی        | He might be joking!                                          | شاید داره شوخی می‌کنه                                          |
| کامل-استمراری        | وجه وصفی حال+have been+فعل وجهی | I called, but she didn't answer. She must have been sleeping | بهش زنگ زدم جواب نداد، بایستی از اون وقت تا حالا خوابیده باشه |
| مجهول با be          | قسمت سوم فعل+be+فعل وجهی        | Some things cannot be explained by reason                    | برخی چیزها نمی‌توانند با دلیل توضیح داده شوند.                 |
| مجهول با have been   | قسمت سوم فعل+have been+فعل وجهی | He may have been told incorrect information                  | ممکنه بهش اطلاعات غلط داده باشن                               |

## بیان نتیجه‌گیری با افعال کمکی وجهی
در زبان انگلیسی به وسیله افعال کمکی وجهی must ,have to ,have got to ,can't و couldn't می‌توان برای بیان استنتاج و استدلال استفاده کرد. به عبارت دیگر با کمک این افعال می‌توان نسبت به کارهایی که خیلی محتمل یا کاملاً ممکن است، نتیجه‌گیری کرد.

## برابرهای انگلیسی
1. ↑  Modals, Modal verbs, Modal auxiliary verbs, Modal auxiliaries
2. ↑  Main verbs
3. ↑  Infinitive
4. ↑  Present participle and Past participle
5. ↑  Auxiliary verbs
6. ↑  Phrasal modals
7. ↑  Gerund
8. ↑  Perfect
9. ↑  Continuous
10. ↑  Complex modals
11. ↑  Passive